# Tautogolabrus
Tautogolabrus is een monotypisch geslacht van straalvinnige vissen uit de familie van de lipvissen (Labridae). Het geslacht is voor het eerst wetenschappelijk beschreven in 1862 door Günther.

## Soort
- Tautogolabrus adspersus (Walbaum, 1792)